# (9308) Randyrose
(9308) Randyrose (1987 SD4) – planetoida z pasa głównego asteroid okrążająca Słońce w ciągu 3,7 lat w średniej odległości 2,39 j.a. Odkryta 21 września 1987 roku.